# Вармъюган
Вармъюган (Вармъеган, устар. Варм-Юган) — река в России, протекает по территории Ханты-Мансийского района Ханты-Мансийского автономного округа. Длина реки — 33 км.
Начинается из озера Таллор, лежащего среди болот на высоте 102,1 метра над уровнем моря. От истока течёт на юго-запад между глубоких (более 2 метров) болот и небольших озёр, затем через сосново-берёзовый лес. Устье реки находится в 121 км по левому берегу реки Ненсъюган на высоте 71 метр над уровнем моря.
Основной приток — река Лозямова — впадает слева вблизи устья.

## Данные водного реестра
По данным государственного водного реестра России относится к Верхнеобскому бассейновому округу, водохозяйственный участок реки — Обь от города Нефтеюганск до впадения реки Иртыш, речной подбассейн реки — Обь ниже Ваха до впадения Иртыша. Речной бассейн реки — (Верхняя) Обь до впадения Иртыша.
Код водного объекта — 13011100212115200051274.